# ビトム

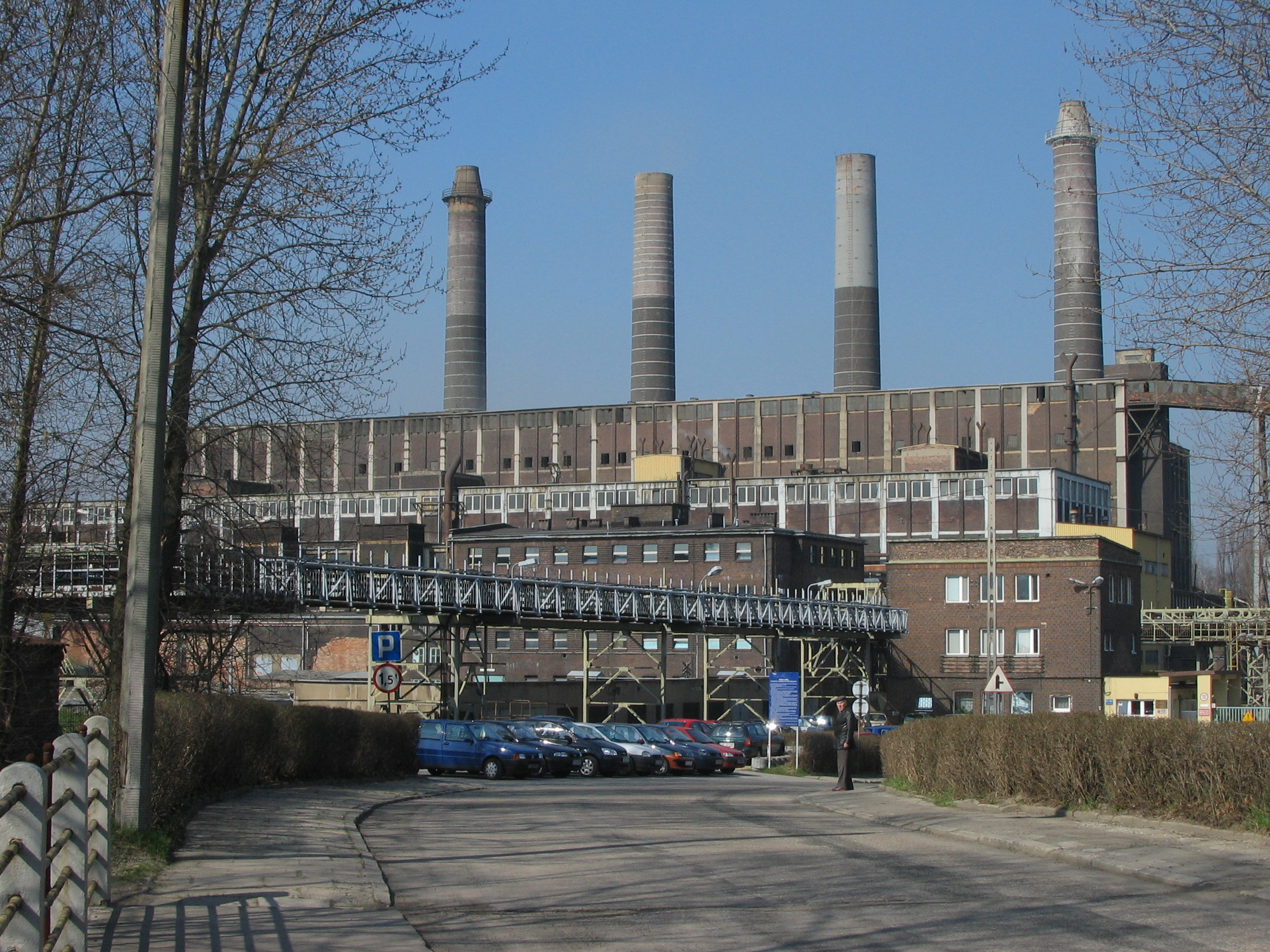
かつての工業都市も、いまは産業構造の転換を迫られている。

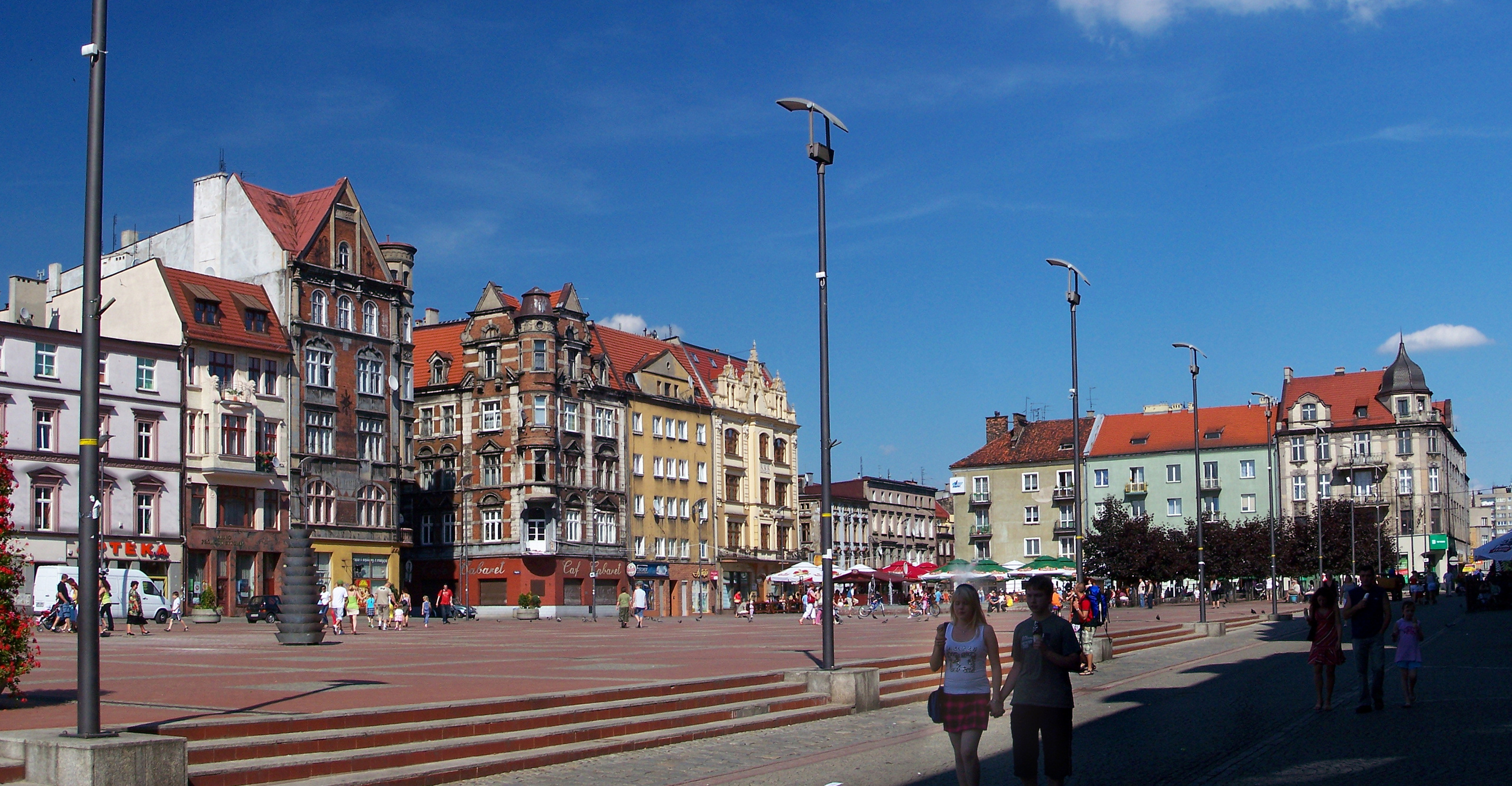
市街風景

ビトム（ポーランド語: Bytom [ˈbɨtɔm] ( 音声ファイル)、シレジア語: Bytōm、ドイツ語: Beuthen ボイテン）は、ポーランドの都市。人口は約16万人。

## 地勢・産業
カトヴィツェの郊外にある工業都市。かつてはシロンスク地方（シュレジエン地方）の豊富な地下資源に支えられて繁栄を誇ったが、地下資源の枯渇にともない工業も衰退し、高失業率に悩まされている。

## 歴史
13世紀半ばに都市特権を得た。ビトム公国はポーランド王国、ボヘミア王国などの支配を経て、オーストリア・ハプスブルク家の所領となった。この過程で、街のドイツ化が進んでいった。18世紀半ばのオーストリア継承戦争に乗じてプロイセン王国の領土となり、1871年に成立したドイツ帝国の領土となった。ドイツ敗戦後のポツダム会談における決定に基づき、第二次世界大戦後ポーランド領となった。この際、ビトムに居住していた多くのドイツ人が追放され、西方への移住を余儀なくされた。近隣の大都市カトヴィツェと同様、冷戦期には豊富な地下資源に支えられた工業都市であったが、もはや地下資源も枯渇し、新たな産業構造を生み出す必要に迫られている。

## スポーツ
ポロニア・ビトムが、ビトムを本拠地とするサッカークラブ。2007年に1部昇格を果たした。

## 友好都市
- レックリングハウゼン、ドイツ
- フセチーン（英語版）、チェコ
- ドミトロフ、ロシア